# Changhe A6

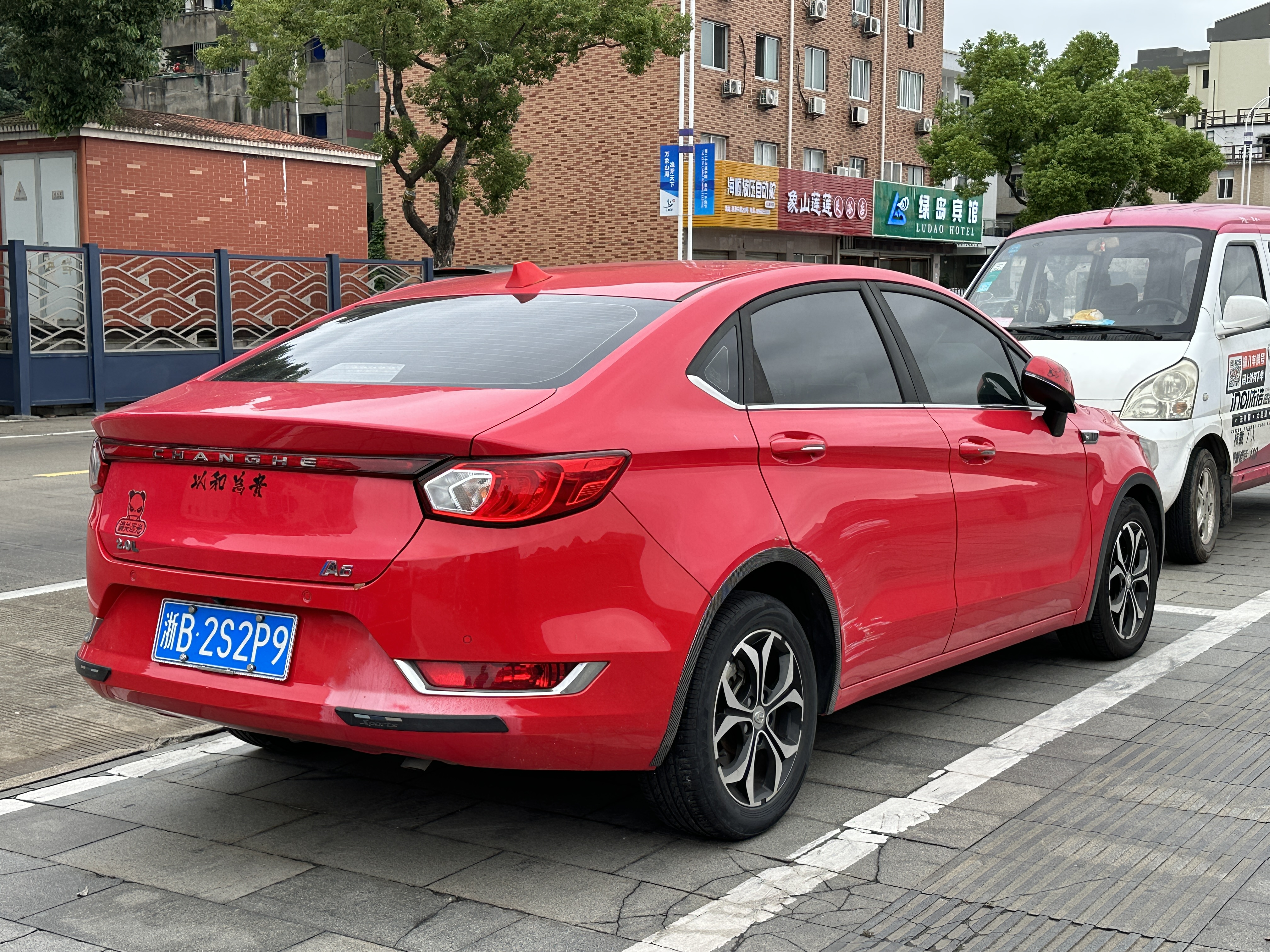
Вид сзади

Changhe A6 — компактный седан, выпускавшийся подразделением Changhe компании BAIC.

## Описание
Впервые Changhe A6 был представлен в 2018 году. Он выпускался на той же платформе, что и Senova D50 второго поколения.
Автомобиль оснащался 1,5-литровым рядным четырёхцилиндровым бензиновым двигателем Mitsubishi A151 мощностью 87 кВт (116 л. с.) и крутящим моментом 142 Н⋅м. Коробка передач — пятиступенчатая механическая или бесступенчатая.
Ценовой диапазон варьировался от 69800 до 99800 юаней.